# Новоатьялово
Новоатьялово (тат. Яңа Атъял) — село Ялуторовского района Тюменской области Российской Федерации. Административный центр Новоатьяловского сельского поселения.
Село находится на берегу реки Тобол.

## История
История села начинается в 1394 году, когда из Бухары в Сибирь прибыли проповедников ислама.  Это подтверждается рукописями, находящимися в Тобольском музее.
Название села происходит от привала при перегоне лошадей.  Один из таких привалов был у озера Морза не далеко от поселения, поэтому деревню стали называть «Атьял»,  означает «место для отдыха лошадей». Позднее из-за паводков место привала переменили и стали называть «Яна-Атьял», то есть «Новый Атьял».

## Население
| 2010 | 2012 | 2013 | 2014  | 2015 | 2016 | 2017 |
| ---- | ---- | ---- | ----- | ---- | ---- | ---- |
| 812  | ↗845 | ↗855 | ↘842  | ↗858 | ↗865 | ↘861 |
| 2018 | 2019 | 2020 | 2021  |      |      |      |
| ↘847 | ↘833 | ↘818 | ↗1014 |      |      |      |

### Этнический состав
Татары — 96,9%, русские — 2,4% (2010).

## Инфраструктура
- ФАП
- Новоатьяловская СОШ
- МОУ Детский Сад
- Стена памяти "Участников Великой Отечественной войны"
- Мечеть
- Почта